# 平川彩佳
平川 彩佳（ひらかわ あやか、1988年10月27日 - ）は、フリーアナウンサー。元山陰放送（BSS）アナウンサー。キャスト・プラス所属。

## 経歴
兵庫県神戸市出身。
神戸女学院大学文学部英文学科卒業後、BSSに2011年入社。
2015年9月末をもってBSSを退社。活動拠点を東京に移し、2015年10月からTBSスパークル内のキャスト・プラスに所属。
2021年3月31日、アナウンサー活動の休止を表明した。

## 人物
- 血液型はO型、星座はさそり座。
- 大学生の頃から毎週KAOアナウンススクールへ通い、レッスンを重ねた。[2]
- ブログやinstagramで、自身が作った料理を披露している。
- 趣味はランニング。東京マラソン2020に出場予定だった[3]が、新型コロナウイルスの影響による規模縮小のため実現しなかった。

## 過去の担当番組

### BSS所属時の担当番組
- まいどっ♪
- 生たまごBang!
- テレポート山陰（以上テレビ／水・木・金）
- 自由ほんぽーおしゃべり本舗（ラジオ／火）
- BSSニュース

### フリー転向後の担当番組
- TBSニュースバード（2015年10月 - 2018年9月）
- 満足！トレンドナビ(BS-TBS)[4]
- TBSチャンネル 旅こぎ〜自転車女子の列島ツーリング 東海道編 （2018年10月 - 2019年3月）
- モーニングCROSS（TOKYO MX）(月・火、2019年4月 - 2021年3月）
- TOKYOインフォメーションイブニング (TOKYO MX) (月・火MC、2020年4月 - 2020年9月)